# Mac Styslinger
Mac Styslinger (* 6. September 1993 in Birmingham) ist ein ehemaliger US-amerikanischer Tennisspieler.

## Karriere
Mac Styslinger spielte hauptsächlich auf der ATP Challenger Tour und der ITF Future Tour. Er feierte zwei Doppelsiege auf der Future Tour.
Seinen einzigen Auftritt auf der ATP World Tour hatte er im Doppel zusammen mit Jarmere Jenkins bei den US Open im August 2013. Dort verloren sie ihre Erstrundenpartie gegen Michaël Llodra und Nicolas Mahut mit 3:6 und 2:6.